# Italijansko nogometno prvenstvo 1902
Italijansko nogometno prvenstvo 1902.
Zmagovalec prvenstva je bila Genoa C.F.C.

## Kvalifikacije

### Skupina 1 (Piedmont)
| Ekipa #1      | Rez.         | Ekipa #2          |
| ------------- | ------------ | ----------------- |
| F.C. Torinese | 1-1          | Juventus          |
| Audace Torino | 5-2          | Ginnastica Torino |
| Juventus      | 6-0          | Audace Torino     |
| F.C. Torinese | 2-0(predaja) | Ginnastica Torino |
| F.C. Torinese | 2-0          | Audace Torino     |
| Juventus      | 2-0(predaja) | Ginnastica Torino |

Končni rezultati
|    | Ekipa             | Točke | GP | W | D | L | GF | GA | +/- | Opombe                    |
| -- | ----------------- | ----- | -- | - | - | - | -- | -- | --- | ------------------------- |
| 1. | F.C. Torinese     | 5     | 3  | 2 | 1 | 0 | 5  | 1  | +4  | Kvalifikacija po končnici |
| 1. | Juventus          | 5     | 3  | 2 | 1 | 0 | 9  | 1  | +8  | Končnica                  |
| 3. | Audace Torino     | 2     | 3  | 1 | 0 | 2 | 5  | 10 | -5  |                           |
| 4. | Ginnastica Torino | 0     | 3  | 0 | 0 | 3 | 2  | 9  | -7  |                           |

Končnica
| Ekipa #1      | Rez. | Ekipa #2 |
| ------------- | ---- | -------- |
| F.C. Torinese | 4-1  | Juventus |

### Skupina 2 (Ligurija in Lombardija)
| Ekipa #1 | Rez. | Ekipa #2     |
| -------- | ---- | ------------ |
| Genoa    | 3-1  | Andrea Doria |
| Genoa    | 2-0  | Mediolanum   |

## Polfinale
6. april
| Ekipa #1      | Rez.      | Ekipa #2 |
| ------------- | --------- | -------- |
| F.C. Torinese | 3-4(pod.) | Genoa    |

## Finale
13. april
| Ekipa #1 | Rez. | Ekipa #2 |
| -------- | ---- | -------- |
| Genoa    | 2-0  | Milano   |